# Sanice (przystanek kolejowy)
Sanice – nieczynny kolejowy przystanek osobowy w Sanicach, w województwie lubuskim, w Polsce.